# Port lotniczy Ferkessédougou
Port lotniczy Ferkessédougou (IATA: FEK, ICAO: DIFK) – port lotniczy położony w Ferkessédougou, w regionie Savanes, w Wybrzeżu Kości Słoniowej.